# Herb Peterson

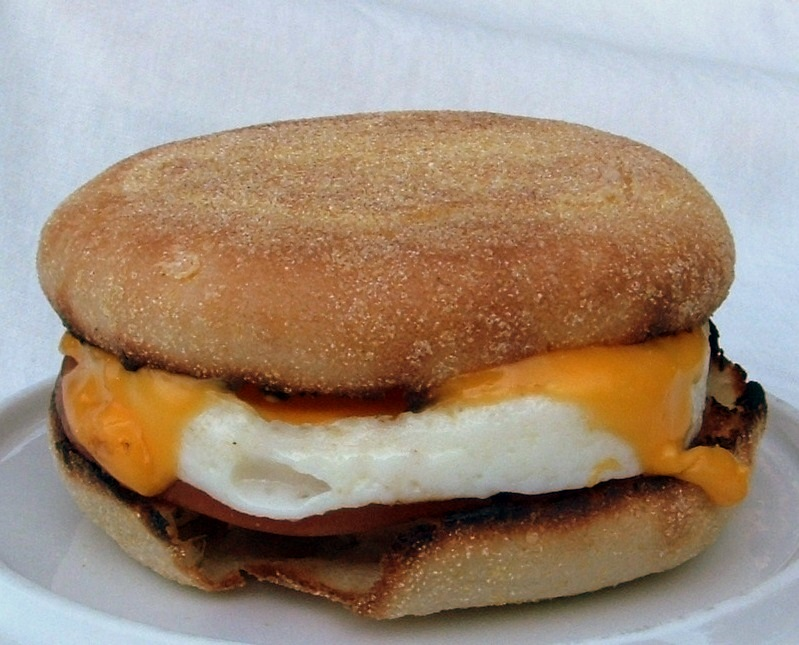
Un Egg McMuffin.

Herbert Ralph "Herb" Peterson (5 de enero de 1919 – 25 de marzo de 2008 en Santa Bárbara) fue un ejecutivo norteamericano de la cadena de restaurantes de comida rápida McDonald's e investigador alimentario (food scientist) conocido principalmente por ser el inventor del Egg McMuffin en el año 1972. El negocio de los desayunos se estima que hizo un impulso de los negocios de la compañía en casi $4-5 billones de dólares anuales en la cadena McDonald's durante 1993.

## Biografía
Comenzó su carrera en McDonald's Corp. como vicepresidente de la compañía, D'Arcy Advertising, en Chicago. Fue el responsable del eslogan publicitario: "Where Quality Starts Fresh Every Day." (Donde la calidad comienza fresca todos los días). Peterson fue un director de cerca de seis franquicias de McDonald's en la ciudad de Santa Bárbara y Goleta. El invento del Egg McMuffin fue inspirado por los huevos Benedict. El invento de Herb Peterson consiste en un huevo que se Aplica procesado a la hamburguesa en lugar de la carne picada. Se trata básicamente de un sándwich de huevo.